# Maria Adélia Tavares
Maria Adélia Tavares é uma artesã no estado de Pernambuco, ela é moradora da praia de Pontas de Pedras, no município de Goiana. Segundo ela, a pesca foi a inspiradora da vontade de ser artesã, pois a mesma técnica usada para fazer o covo, um tipo de armadilha marítima feita de fibras de cana-brava, pode ser usada para fazer suas cestas. Ela foi a criadora do projeto Cestaria de Cana Brava, um grupo formado, predominantemente, por mulheres e filhas de pescadores.